# Vidar Martinell
Johan Vidar Martinell, född 19 juli 1938 i Anundsjö i Ångermanland, död 22 december 2019 i Överjärna distrikt i Södermanland, var en svensk författare.
Martinell har utgivit tretton idrottshistoriska böcker främst inom skidsport med beskrivningar och karaktäristik främst av svenska och nordiska skidlöpare och backhoppare på elitnivå. Han har även skrivit artiklar i Nationalencyklopedin om gångsport. 
Martinells eget idrottsförflutet var som skidåkare och gångare; han genomförde bland annat 45 Vasalopp och 30 Engelbrektslopp.